# 백령초등학교
백령초등학교는 대한민국 인천광역시 옹진군 백령면에 있는 공립 초등학교이다.

## 학교 연혁
- 1937. 04. 01 백령공립 보통학교 설립인가
- 1996. 03. 01 백령초등학교로 교명 변경
- 2000. 03. 01 학습도움반 1학급 증설 7학급 편성
- 2009. 02. 28 급식실 현대화사업
- 2009. 10. 27 후관 증축공사 및 과학실 현대화 사업 완료
- 2010. 12. 27 백학관 (다목적 강당) 준공
- 2011. 02. 24 방범용 CCTV 설치공사 (10대 설치)
- 2012. 10. 17 정자 및 오수처리장 주변 안전망 설치
- 2012. 12. 04 컴퓨터실 인테리어 및 컴퓨터 교체
- 2013. 02. 14 제75회 졸업식 (23명, 졸업누계 4450명)
- 2013. 02. 28 교사동 1동 뒤 보도블럭 포장 공사
- 2013. 03. 04 2013학년도 신입생 입학식
- 2014. 02. 28 제76회 졸업식 (21명, 졸업누계 4471명)
- 2014. 03. 03 2014학년도 신입생 입학식
- 2014. 09. 01 제32대 전철용 교장 취임
- 2015. 01. 30 중앙현관 강화 유리벽 설치공사
- 2016.10. 18 옥외 디지털 전광판 설치 및 화단 LED 조명설치
- 2018.09. 01 제 33대 박형원 교장 취임
- 2018.12. 14 교사 1동 옥상 방수공사
- 2019.09.11 교사 1동 석면 제거 및 보수공사
- 2019.09.17 과학실 및 보건실 현대화 및 리모델링
- 2020.12.08 야외 음수대 교체공사
- 2020.12.14 수배전반 차단기 교체공사
- 2021.01.21 제 83회 졸업식 (9명,누계인원: 4579명)